# Pichucalco (kommun)
Pichucalco är en kommun i Mexiko.   Den ligger i delstaten Chiapas, i den sydöstra delen av landet, 700 km öster om huvudstaden Mexico City.
Följande samhällen finns i Pichucalco:
- Pichucalco
- Nuevo Nicapa
- Napana
- Platanar Abajo 1ra. Sección
- Mariano Matamoros Segunda Sección
- Viejo Nicapa
- Platanar Arriba 1ra. Sección A
- Luis Donaldo Colosio Murrieta
- Platanar Abajo 2da. Sección
- Miguel Hidalgo
- Mariano Matamoros 1ra. Sección A
- Platanar Abajo 2da. Sección B
- Nicolás Bravo 1ra. Sección
- Camoapa 2da. Sección A Centro
- Camoapita 1ra. Sección A
- El Cerro 1ra. Sección
- Camoapita 2da. Sección
- Blanquillo 1ra. Sección
- Camoapa 1ra. Sección A
- General Emiliano Zapata
- El Azufre 1ra. Sección
- Nicolás Bravo 2da. Sección
- El Zapote
- Los Cascabeles
- San Carlos